# Androsace bryomorpha
Espèce
Classification phylogénétique
Androsace bryomorpha est une espèce de plantes à fleurs de la famille des Primulaceae. C'est une plante en coussin à très petites rosettes serrées, qui pousse sur les parois rocheuses calcaires du Pamir vers 2 200 m d'altitude. Elle présente une fleur acaule de 6 mm de diamètre.